# 1934 год в литературе

## Премии

### Международные
- Нобелевская премия по литературе — Луиджи Пиранделло, «За творческую смелость и изобретательность в возрождении драматургического и сценического искусства».

### Франция
- Гонкуровская премия — Роже Версель, «Капитан Конан»
- Премия Ренодо — Louis Francis, Blanc
- Премия Фемина — Robert Francis, Le Bateau-refuge

## Книги

### Романы
- «Город Эн» — роман Леонида Добычина.
- «Дживс, Вы — гений!» — роман П. Г. Вудхауза.
- «Жажда жизни» — роман Ирвинга Стоуна.
- «Клошмерль» — роман Габриэля Шевалье.
- «Клуб простака» — роман Артура Рэнсома.
- «Мэри Поппинс» — роман Памелы Трэверс.
- «Ночь нежна» — роман Фрэнсиса Скотта Фицджеральда.
- «Отчаяние» — роман Владимира Набокова.
- «Почтальон всегда звонит дважды» — роман Джеймса Кейна.
- «Пригоршня праха» — роман Ивлина Во.
- «Роман с кокаином» — роман М. Агеева.
- «Свидание в Самарре» — роман Джона О’Хары.
- «Тихий Дон» — роман Михаила Шолохова появился в английском переводе.
- «Тропик Рака» — роман Генри Миллера.
- «Убийство в «Восточном экспрессе»» — роман Агаты Кристи.
- «Я, Клавдий» — роман Роберта Грейвса.

### Рассказы
- «Королева чёрного побережья» — рассказ Роберта Ирвина Говарда.
- «Люди чёрного круга» — рассказ Роберта Ирвина Говарда.

## Родились
- 11 января — Клер Эчерли, французская писательница и поэтесса.
- 20 апреля — Абдусалом Атобоев, таджикский писатель, драматург.
- 27 мая — Харлан Эллисон, американский писатель-фантаст.
- 13 июля — Воле Шойинка, нигерийский драматург, писатель, поэт, лауреат Нобелевской премии по литературе.
- 6 августа — Пирс Энтони, американский писатель-фантаст.
- 12 августа — Куваев Олег Михайлович, русский советский писатель, геолог, геофизик, автор романа «Территория».
- 17 октября — Алан Гарнер, британский писатель-фантаст.
- 21 ноября — Берил Бейнбридж, британская писательница.
- 30 ноября — Ильяс Тапдыг, народный поэт Азербайджана.

## Скончались
- 8 января — Андрей Белый, русский поэт (родился в 1880).
- 15 января — Герман Бар, австрийский писатель и драматург (родился в 1863).
- 16 февраля — Багрицкий Эдуард Георгиевич, русский и советский поэт (родился в 1895).
- 30 мая — Жулия Лопеш де Алмейда, бразильская писательница (родилась в 1862).
- 14 июня — Теодор Дейблер, австрийский писатель, поэт и теоретик искусства (род. в 1876)..